# Museo etnografico cerignolano
Il Museo Etnografico Cerignolano è una struttura museale etno-antropologica ideata e realizzata dal professor Matteo Stuppiello nel 1979.
Conserva materiale pertinente gli antichi mestieri e tradizioni religiose. La collezione è composta da oggetti di arte sacra minore (santini, campane e figure della devozione popolare), attrezzi da lavoro e costumi della civiltà  contadina.
Il museo, dopo aver cambiato varie ubicazioni, è attualmente ospitato in un palazzo ottocentesco della città. È costituito da all'incirca 2.000 oggetti raccolti e catalogati in ordine cronologico, esposti in più sale e conservati in due depositi.
Il museo si articola in diversi settori quali: cerealicoltura, civiltà contadina, artigianato locale scomparso, pastorizia, arte sacra minore. confraternite, vigili urbani, abbigliamento (XIX-XX secolo), litoteca, araldica, iscrizioni, corrispondenza epistolare, testi antichi, Monsignor Antonio Palladino, scuola e pesi e misure. Il museo dispone anche di un archivio di testi e documenti.

## Settore A
Nel settore "A" sono esposti libri antichi (alcuni dei quali risalenti al XVI secolo) e vecchie cartoline della città.

## Settore B
Il settore "B" ospita statue sacre (alcune conservate all'interno di campane di vetro), le divise del corpo dei Vigili Urbani e delle Confraternite e abiti appartenuti a persone facoltose; tutti risalenti alla fine dell'Ottocento inizi del Novecento.

## Settore C
Il settore "C" è interamente dedicato alle fornaci, il cui uso a Cerignola è documentato sin dal XVIII secolo. Queste in un primo momento erano ubicate nell'attuale Piazza Duomo ma, in seguito all'espansione urbanistica della città, furono spostate fino alla cosiddetta Zona Fornaci, ora zona residenziale.

## Settore D
Nel settore "D" sono conservati reperti che vanno dal Medioevo agli inizi del XIX secolo. Sono esposti frammenti di ceramica e vetro a cui si aggiungono fregi, iscrizioni e bassorilievi e araldica episcopale della Diocesi di Cerignola-Ascoli Satriano. In questo settore è inoltre esposta l'immagine della Madonna di Ripalta ed il relativo mantello, entrambi donati nel 1932 da due italo-americani.

## Settore E
Il settore "E" è dedicato a una serie di mestieri legati all'artigianato locale e oramai scomparsi. Qui trovano posto ad esempio: il bottaio (addetto alla costruzione di botti), il funaio (addetto alla realizzazione di funi), lo scalpellino (addetto alla creazione di decorazioni plastiche per ingressi, scalinate e cornicioni) e tanti altri lavori che oramai non esistono più.

## Settore F
Il settore "F" è l'ultimo del museo e contiene la ricostruzione della modesta abitazione di un bracciante.